# Alofon
În fonetică, sunete articulate diferit se numesc alofone dacă reprezintă doar variante de pronunțare ale unuia și aceluiași fonem. Aceasta înseamnă că, în limba avută în vedere, nu există nici o situație în care prin înlocuirea unui sunet dintr-un cuvânt cu un alofon al său sensul cuvântului să se schimbe. Două sunete care sunt alofone într-o limbă pot fi foneme distincte în alta. Un alt termen echivalent cu alofon este variantă pozițională (a unui fonem).
De exemplu, cuvintele românești miting (reuniune publică pe teme politice sau sociale) și fiting (piesă de legătură pentru conducte) au exact aceleași vocale. Totuși, în cuvintele englezești de origine meeting și fitting prima vocală din fiecare cuvânt este diferită. În limba engleză vocala lungă [iː] din meet și vocala scurtă [ɪ]
din fit sunt fonemic diferite, așa cum se poate dovedi prin perechi minimale de cuvinte precum seat /siːt/ și sit /sɪt/ care pot să apară ca identice pentru un vorbitor nativ de limba română fără experiența sunetelor din engleză.

## Reguli
Pentru a stabili dacă două sunete ale unei limbi date sunt alofone ale aceluiași fonem sau sunt foneme distincte se pot aplica următoarele reguli, formulate de lingvistul rus Nikolai Sergeevici Trubețkoi în lucrarea Grundzüge der Phonologie (Principiile fonologiei):
1. Două sunete care apar exact în același context fonetic și care pot fi înlocuite unul cu altul fără să se producă schimbarea sensului sunt alofone ale aceluiași fonem.
2. Două sunete care apar exact în același context fonetic și care nu pot fi înlocuite unul cu altul fără să se producă schimbarea sensului sau fără a face cuvântul de nerecunoscut sînt foneme distincte.
3. Două sunete asemănătoare între ele din punct de vedere al articulării și al percepției, care nu apar niciodată în același context fonetic, trebuie considerate ca fiind alofone ale aceluiași fonem.

## Exemple de alofone în limba română
Următoarele grupuri de sunete din limba română sunt fonetic diferite, dar percepute ca foneme identice:
- Consoana palatală [ç], consoana velară [x] și consoana glotală [h], ca de exemplu în cuvintele hipopotam, horn și haină. Deși articulate diferit, consoanele inițiale din aceste cuvinte sunt percepute (și scrise) identic.

- Consoana palatală [c] și consoana velară [k], ca de exemplu în cuvintele chel și cal. Într-o transcriere fonetică precisă aceste cuvinte se notează [cel] și [kal]. O transcriere fonemică va neglija această diferență pentru că nu are nici o valoare semantică: /kel/ și /kal/.

- Consoana palatală [ɟ] și consoana velară [ɡ], ca de exemplu în cuvintele ghel și gal. Într-o transcriere fonetică precisă aceste cuvinte se notează [ɟel] și [ɡal]. O transcriere fonemică va neglija această diferență pentru că nu are nici o valoare semantică: /ɡel/ și /ɡal/.

- Consoana alveolară [n] și consoana velară [ŋ], ca de exemplu în cuvintele rană și rangă. Prezența lui [ɡ] velarizează articularea lui [n]. Este de remarcat că poziția limbii în pronunția celor două alofone ale lui /n/ este total diferită.

## Exemple de alofone din alte limbi care sunt distincte în limba română
Limba română folosește la rândul ei sunete care, deși pentru vorbitorii nativi sunt diferite, pentru vorbitorii altor limbi pot să pară identice.

### Limba engleză
Cei mai mulți vorbitori nativi de limba engleză aud vocalele românești u și â/î ca identice sau aproape identice, întrucât cele două sunete sunt alofone în engleză. De exemplu, vorbitorilor de engleză le este greu să distingă cuvintele un și în. De asemenea, cuvântul România sună aproape ca Romunia pentru urechile unui vorbitor nativ de engleză.
O altă confuzie frecventă a vorbitorilor nativi de limba engleză care învață limba română este aceea între vocalele românești a și ă din silabele neaccentuate. Una din consecințe este nerecunoașterea corectă a articolului hotărât din unele substantive feminine, de exemplu apa se confundă cu apă. Această confuzie se explică prin aceea că în limba engleză cele mai multe vocale se transformă într-o vocală mijlocie centrală (schwa în engleză) atunci când nu sunt accentuate.

### Limba japoneză
Numărul de sunete folosite în limba japoneză este relativ redus față de cele ale altor limbi. Ca urmare este frecventă situația în care vorbitorii nativi de limba japoneză nu reușesc să distingă între sunete care în alte limbi sunt fonemic diferite.
De exemplu, consoanele l și r din cuvintele românești lac și rac sună identic pentru urechile celor mai mulți japonezi. Aceeași problemă o au și vorbitorii nativi de limba coreeană. De asemenea, silabele si și și sunt alofone în limba japoneză, ceea ce înseamnă că perechi de cuvinte românești precum sifon și șifon sunt percepute ca fiind identice.
Confuzii similare apar și la alte perechi de sunete: tu și tsu, ti și ci, zi și gi, etc.

### Limba vietnameză
În limba vietnameză nu există consoana africată alveolară surdă [ʦ], aceasta fiind percepută ca un alofon al lui [s] (o consoană fricativă alveolară surdă). Ca urmare vorbitorii nativi de vietnameză confundă aceste două sunete în alte limbi.